# Presidenti del Consiglio dei ministri della Repubblica Democratica Tedesca
I presidenti del Consiglio dei ministri della Repubblica Democratica Tedesca si sono succeduti dal 1949 al 1990.
Fino all'8 aprile 1969 la carica era denominata ministro presidente (in tedesco: Ministerpräsident der DDR); successivamente, con l'entrata in vigore della seconda Costituzione, ha assunto la denominazione di presidente del Consiglio dei ministri (Vorsitzender des Ministerrats der Deutschen Demokratischen Republik), secondo i crismi dell'ordinamento sovietico.

## Lista
Partiti:

  Partito Socialista Unificato di Germania (SED) – partito a capo del regime dittatoriale della Germania Est

  Unione Cristiano-Democratica di Germania (CDU)

  Partito Liberal-Democratico di Germania (LDPD)

Coalizioni:

  Fronte Nazionale -
  Große Koalition
| Nº          | Ritratto                    | Nome                         | Mandato           | Mandato           | Mandato                                 | Partito                                                                           | Governo e composizione | Governo e composizione             | Legislatura             | Capo dello Stato            | Capo dello Stato |
| Nº          | Ritratto                    | Nome                         | Inizio            | Fine              | Durata                                  | Partito                                                                           | Governo e composizione | Governo e composizione             | Legislatura             | Capo dello Stato            | Capo dello Stato |
| ----------- | --------------------------- | ---------------------------- | ----------------- | ----------------- | --------------------------------------- | --------------------------------------------------------------------------------- | ---------------------- | ---------------------------------- | ----------------------- | --------------------------- | ---------------- |
| 1           |                             | Otto Grotewohl (1894–1964)   | 11 ottobre 1949   | 24 settembre 1964 | 14 anni; 11 mesi; 1 settimana; 6 giorni | Partito Socialista Unificato di Germania                                          | Governo Grotewohl      | NF-SED-CDU-LDPD-DBD-NDPD           | AC (1949)               | Wilhelm Pieck (1949-1960)   |                  |
| 1           | I (1950)                    | Otto Grotewohl (1894–1964)   | 11 ottobre 1949   | 24 settembre 1964 | 14 anni; 11 mesi; 1 settimana; 6 giorni | Partito Socialista Unificato di Germania                                          | Governo Grotewohl      | NF-SED-CDU-LDPD-DBD-NDPD           |                         | Wilhelm Pieck (1949-1960)   |                  |
| 1           | II (1954)                   | Otto Grotewohl (1894–1964)   | 11 ottobre 1949   | 24 settembre 1964 | 14 anni; 11 mesi; 1 settimana; 6 giorni | Partito Socialista Unificato di Germania                                          | Governo Grotewohl      | NF-SED-CDU-LDPD-DBD-NDPD           |                         | Wilhelm Pieck (1949-1960)   |                  |
| 1           | III (1958)                  | Otto Grotewohl (1894–1964)   | 11 ottobre 1949   | 24 settembre 1964 | 14 anni; 11 mesi; 1 settimana; 6 giorni | Partito Socialista Unificato di Germania                                          | Governo Grotewohl      | NF-SED-CDU-LDPD-DBD-NDPD           |                         | Wilhelm Pieck (1949-1960)   |                  |
| 1           | Walter Ulbricht (1960-1973) | Otto Grotewohl (1894–1964)   | 11 ottobre 1949   | 24 settembre 1964 | 14 anni; 11 mesi; 1 settimana; 6 giorni | Partito Socialista Unificato di Germania                                          | Governo Grotewohl      | NF-SED-CDU-LDPD-DBD-NDPD           |                         |                             |                  |
| 1           | IV (1963)                   | Otto Grotewohl (1894–1964)   | 11 ottobre 1949   | 24 settembre 1964 | 14 anni; 11 mesi; 1 settimana; 6 giorni | Partito Socialista Unificato di Germania                                          | Governo Grotewohl      | NF-SED-CDU-LDPD-DBD-NDPD           |                         |                             |                  |
| 2           |                             | Willi Stoph (1914–1999)      | 24 settembre 1964 | 3 ottobre 1973    | 9 anni; 1 settimana; 2 giorni           | Partito Socialista Unificato di Germania                                          | Governo Stoph I        | NF-SED-CDU-LDPD-DBD-NDPD           |                         |                             |                  |
| 2           | V (1967)                    | Willi Stoph (1914–1999)      | 24 settembre 1964 | 3 ottobre 1973    | 9 anni; 1 settimana; 2 giorni           | Partito Socialista Unificato di Germania                                          | Governo Stoph I        | NF-SED-CDU-LDPD-DBD-NDPD           |                         |                             |                  |
| 2           | VI (1971)                   | Willi Stoph (1914–1999)      | 24 settembre 1964 | 3 ottobre 1973    | 9 anni; 1 settimana; 2 giorni           | Partito Socialista Unificato di Germania                                          | Governo Stoph I        | NF-SED-CDU-LDPD-DBD-NDPD           |                         |                             |                  |
| 3           |                             | Horst Sindermann (1915–1990) | 3 ottobre 1973    | 1º novembre 1976  | 3 anni; 4 settimane; 1 giorno           | Partito Socialista Unificato di Germania                                          | Governo Sindermann     | NF-SED-CDU-LDPD-DBD-NDPD           | Willi Stoph (1973-1976) |                             |                  |
|             |                             | Willi Stoph (1914–1999)      | 1º novembre 1976  | 13 novembre 1989  | 13 anni; 1 settimana; 5 giorni          | Partito Socialista Unificato di Germania                                          | Governo Stoph II       | NF-SED-CDU-LDPD-DBD-NDPD           | VII (1976)              | Erich Honecker (1976-1989)  |                  |
| VIII (1981) |                             | Willi Stoph (1914–1999)      | 1º novembre 1976  | 13 novembre 1989  | 13 anni; 1 settimana; 5 giorni          | Partito Socialista Unificato di Germania                                          | Governo Stoph II       | NF-SED-CDU-LDPD-DBD-NDPD           |                         | Erich Honecker (1976-1989)  |                  |
| IX (1986)   |                             | Willi Stoph (1914–1999)      | 1º novembre 1976  | 13 novembre 1989  | 13 anni; 1 settimana; 5 giorni          | Partito Socialista Unificato di Germania                                          | Governo Stoph II       | NF-SED-CDU-LDPD-DBD-NDPD           |                         |                             |                  |
| 4           |                             | Hans Modrow (1928–2023)      | 18 novembre 1989  | 12 aprile 1990    | 4 mesi; 3 settimane; 4 giorni           | Partito Socialista Unificato di Germania (poi Partito del Socialismo Democratico) | Governo Modrow         | SED/PDS-DBD-NDPD                   | Egon Krenz (1989)       |                             |                  |
| 4           | Manfred Gerlach (1989-1990) | Hans Modrow (1928–2023)      | 18 novembre 1989  | 12 aprile 1990    | 4 mesi; 3 settimane; 4 giorni           | Partito Socialista Unificato di Germania (poi Partito del Socialismo Democratico) | Governo Modrow         | SED/PDS-DBD-NDPD                   |                         |                             |                  |
| 5           |                             | Lothar de Maizière (1940–)   | 12 aprile 1990    | 2 ottobre 1990    | 5 mesi; 2 settimane; 6 giorni           | Unione Cristiano-Democratica di Germania                                          | Governo de Maizière    | Große Koalition CDU-DSU-DA-SPD-BFD | X (1990)                | Sabine Bergmann-Pohl (1990) |                  |

## Liste di ministri della Repubblica Democratica Tedesca
- Ministri degli affari esteri della Repubblica Democratica Tedesca
- Ministri della Difesa nazionale della Repubblica Democratica Tedesca
- Ministri dell'Istruzione popolare della Repubblica Democratica Tedesca
- Ministri delle Poste e delle Telecomunicazioni della Repubblica Democratica Tedesca